# Who Done It? (film din 1942)
Who Done It? este un film de comedie și de mister american din 1942 regizat de Erle C. Kenton. În rolurile principale joacă actorii Abbott și Costello.

## Distribuție
- Bud Abbott ca Chick Larkin / Voice of Himself on Radio
- Lou Costello ca Mervin Q. Milgrim / Voice of Himself on Radio
- Patric Knowles ca Jimmy Turner
- William Gargan ca Police Lt. Lou Morgan
- Louise Allbritton ca Jane Little
- Thomas Gomez ca Col. J.R. Andrews
- William Bendix ca Decetive Brannigan
- Don Porter ca Art Fraser
- Jerome Cowan ca Merco Heller
- Mary Wicks ca Julliet Collins
- Ludwing Stössel ca Dr. Anton Marek